# میک دارل
میک دارل (انگلیسی: Mick Darrell؛ زادهٔ ۱۴ ژانویهٔ ۱۹۴۷) بازیکن فوتبال اهل بریتانیا است.
از باشگاه‌هایی که در آن بازی کرده‌است می‌توان به باشگاه فوتبال پیتربورو یونایتد، باشگاه فوتبال نیوپورت کانتی، باشگاه فوتبال گیلینگام، باشگاه فوتبال بیرمنگام سیتی، و باشگاه فوتبال دارلاستون اشاره کرد.